# Xanthochorema
Xanthochorema är ett släkte av nattsländor. Xanthochorema ingår i familjen Hydrobiosidae.
Kladogram enligt Catalogue of Life:
| Xanthochorema | \| \| Xanthochorema bifurcatum \| \| \| \| \| \| Xanthochorema calcaratum \| \| \| \| \| \| Xanthochorema caledon \| \| \| \| \| \| Xanthochorema celadon \| \| \| \| \| \| Xanthochorema paniensis \| \| \| \| |
|               | \| \| Xanthochorema bifurcatum \| \| \| \| \| \| Xanthochorema calcaratum \| \| \| \| \| \| Xanthochorema caledon \| \| \| \| \| \| Xanthochorema celadon \| \| \| \| \| \| Xanthochorema paniensis \| \| \| \| |
|               | Xanthochorema bifurcatum |
|               | |
|               | Xanthochorema calcaratum |
|               | |
|               | Xanthochorema caledon |
|               | |
|               | Xanthochorema celadon |
|               | |
|               | Xanthochorema paniensis |
|               | |